# Gorno Krušje
Gorno Krušje (makedonska: Горно Крушје) är en ort i Nordmakedonien. Den ligger i kommunen Makedonski Brod, i den centrala delen av landet, 50 kilometer sydväst om huvudstaden Skopje. Gorno Krušje ligger 1 087 meter över havet och antalet invånare är 192.